# 原恐角獸
原恐角獸（Prodinoceras）是已知最早的猶因他獸科，生存於古新世晚期的蒙古。牠們亦被認為是猶因他獸類的基底，雖然牠有獠牙，但卻未曾演化成頓角。
原恐角獸很像北美洲的原深頜獸。所有學者都認為原恐角獸是原深頜獸的姊妹分類。